# 46P/Wirtanen
46P/Wirtanen è una cometa periodica di corto periodo del nostro Sistema solare scoperta fotograficamente il 17 gennaio 1948 dall'astronomo statunitense Carl Alvar Wirtanen. La lastra fu esposta il 15 gennaio durante una campagna osservativa del Lick Observatory sul moto proprio stellare. A causa del numero limitato di osservazioni iniziali, trascorse più di un anno prima che fosse riconosciuta come una cometa di corto periodo.
Il suo attuale periodo orbitale è di 5,44 anni. Inizialmente era stata selezionata come obiettivo della missione Rosetta dell'Agenzia Spaziale Europea. Appartiene alla famiglia delle comete gioviane, i cui membri posseggono un afelio tra le 5 e le 6 UA. È stato stimato che il suo diametro sia di 1,2 km.
La cometa percorre un'orbita resa caotica da ripetuti incontri con Giove. Due incontri con il gigante gassoso nel 1972 e 1984 ne hanno ridotto notevolmente la distanza perielica.

## Osservazione
Nel ritorno del 2008 la cometa ha raggiunto una magnitudine di 8,5.
In data 9 luglio 2013 la cometa ha raggiunto il suo perielio, con una magnitudine stimata del 10,8.
Dopo essere rimasta per mesi oltre la magnitudine 12, il 10 novembre 2018 ha raggiunto una magnitudine di 8; il 22 novembre la cometa ha raggiunto la magnitudine 6. Il 12 dicembre 2018 ha raggiunto il perielio ed il 16 dicembre si è trovata a solo 10,2 milioni di chilometri dalla Terra, con una magnitudine apparente stimata fino a 3.0 ed è rimasta visibile ad occhio nudo per diversi giorni.
L'approccio ravvicinato alla terra avvenuto a fine 2018 ha consentito di osservare dettagliatamente la cometa con il telescopio spaziale TESS, evidenziando le fasi di un'esplosione di gas e polveri.

## Collegamenti esterni

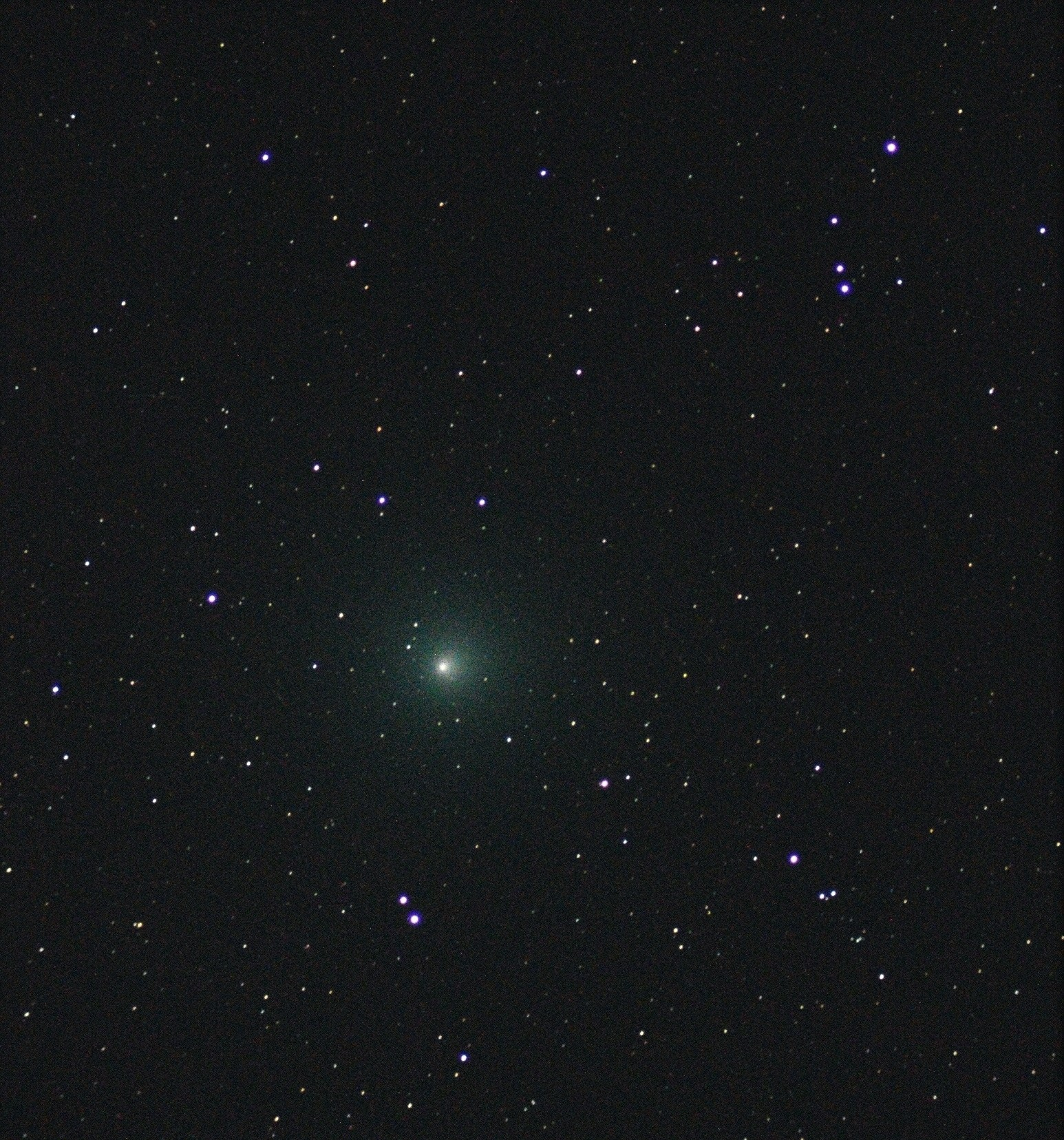
La cometa Wirtanen osservata in Argentina

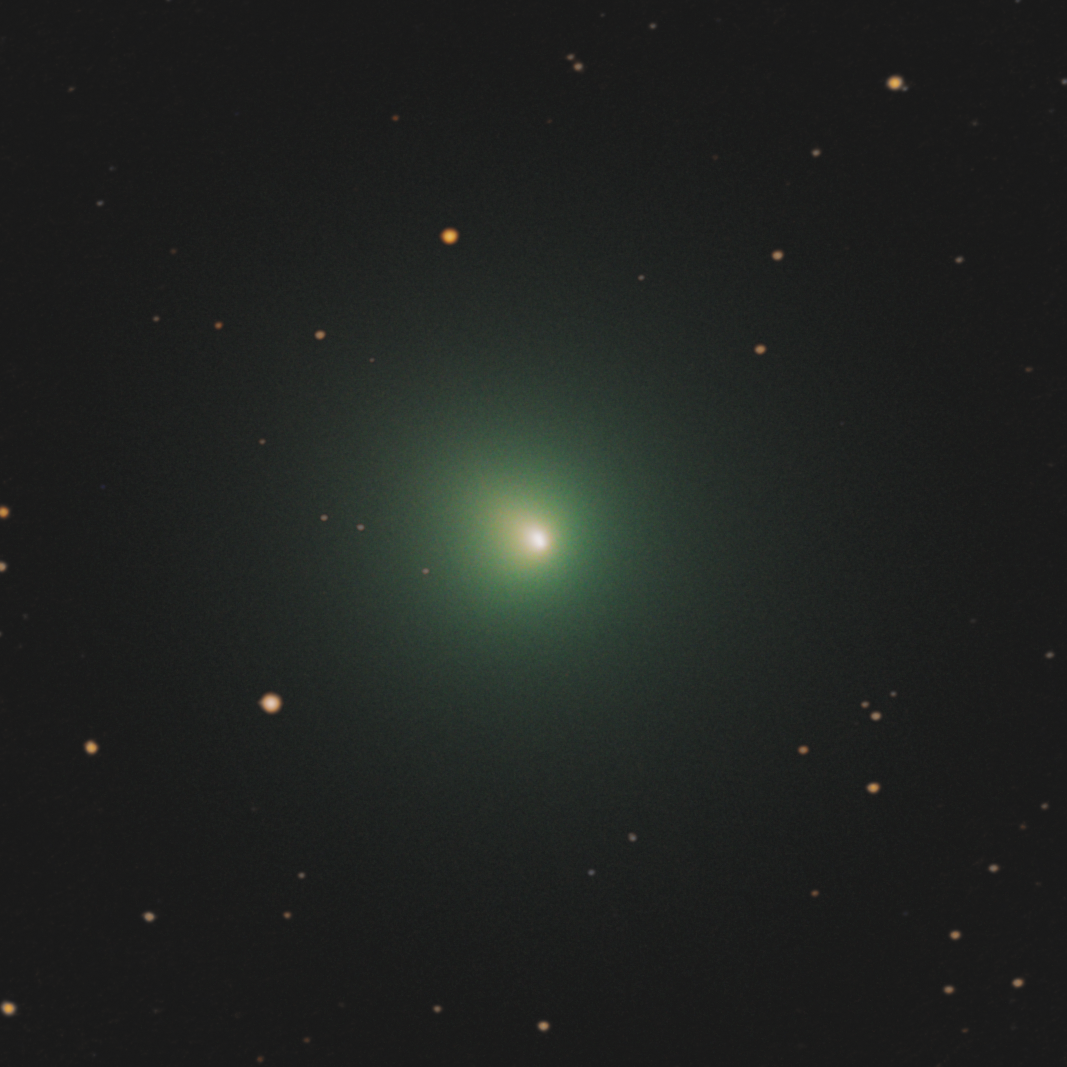
La cometa 46P/Wirtanen ripresa il 12 dicembre 2018.